# العلاقات النيجرية النيبالية
العلاقات النيجرية النيبالية هي العلاقات الثنائية التي تجمع بين النيجر ونيبال.

## مقارنة بين البلدين
هذه مقارنة عامة ومرجعية للدولتين:
| وجه المقارنة                                              | النيجر          | نيبال                             |
| --------------------------------------------------------- | --------------- | --------------------------------- |
| المساحة (كم2)                                             | 1.27 مليون      | 147.18 ألف                        |
| عدد السكان (نسمة)                                         | 21.48 مليون     | 29.40 مليون                       |
| الكثافة السكانية (ن./كم²)                                 | 16.91           | 199.76                            |
| العاصمة                                                   | نيامي           | كاتماندو                          |
| اللغة الرسمية                                             | لغة فرنسية      | اللغة النيبالية                   |
| العملة                                                    | فرنك غرب أفريقي | روبية نيبالية                     |
| الناتج المحلي الإجمالي (بليون دولار)                      | 8.12 مليار      | 24.47 مليار                       |
| الناتج المحلي الإجمالي (تعادل القوة الشرائية) بليون دولار | 19.01 مليار     | 70.20 مليار                       |
| الناتج المحلي الإجمالي الاسمي للفرد دولار أمريكي          | 358             | 743                               |
| الناتج المحلي الإجمالي للفرد دولار أمريكي                 | 938             | 2.37 ألف                          |
| مؤشر التنمية البشرية                                      | 0.348           | 0.548                             |
| رمز المكالمات الدولي                                      | +227            | +977                              |
| رمز الإنترنت                                              | .ne             | .np                               |
| المنطقة الزمنية                                           | ت ع م+01:00     | UTC+05:45، التوقيت الموحد لنيبال ‏ |

## منظمات دولية مشتركة
يشترك البلدان في عضوية مجموعة من المنظمات الدولية، منها:
| علم المنظمة | اسم المنظمة                               | تاريخ انضمام النيجر | تاريخ انضمام نيبال |
| ----------- | ----------------------------------------- | ------------------- | ------------------ |
|             | مؤسسة التنمية الدولية                     | 24 أبريل 1963       | 6 مارس 1963        |
|             | يونسكو                                    | 10 نوفمبر 1960      | 1 مايو 1953        |
|             | مؤسسة التمويل الدولية                     | 7 يناير 1980        | 7 يناير 1966       |
|             | منظمة حظر الأسلحة الكيميائية              | ?                   | ?                  |
|             | الأمم المتحدة                             | 20 سبتمبر 1960      | 14 ديسمبر 1955     |
|             | منظمة الشرطة الجنائية الدولية             | ?                   | ?                  |
|             | البنك الدولي للإنشاء والتعمير             | 24 أبريل 1963       | 6 سبتمبر 1961      |
|             | الاتحاد البريدي العالمي                   | ?                   | ?                  |
|             | المركز الدولي لتسوية المنازعات الاستشارية | 14 ديسمبر 1966      | 6 فبراير 1969      |
|             | وكالة ضمان الاستثمار متعدد الأطراف        | 10 مايو 2012        | 9 فبراير 1994      |
|             | منظمة التجارة العالمية                    | ?                   | ?                  |
|             | الفريق المعني برصد الأرض                  | ?                   | ?                  |

## وصلات خارجية
- موقع وزارة الخارجية النيبالية